# 玉木久登
玉木 久登（たまき ひさと、1964年〈昭和39年〉12月2日 - ）は、日本の政治家。和歌山県有田市長（1期）。元和歌山県議会議員（2期、自由民主党）。

## 経歴
和歌山県立南部高等学校普通科を卒業。卒業後は商社に勤務し、機械工具販売業を経て、2011年に有田市議会議員に初当選し、2期務める。2017年和歌山県議会議員補欠選挙に初当選。3期務める。県議会では文教委員会副委員長、福祉環境委員会、農林水産委員会各委員長、監査委員を務め、党内では自民党県議団政調副会長、同会長を務めた。2024年2月、9月に行われる有田市長選挙に立候補することを表明。9月1日投票の市長選挙に無所属で立候補し、自由民主党の推薦を受け、元市議を破り、初当選した。